# المؤسسة المصرية لحقوق الصم
المؤسسة المصرية لحقوق الصم هي مؤسسة حقوقية مصرية تسعى لتحقيق العدالة القانونية والدستورية والاجتماعية لذوي الإعاقات والإعاقة السمعية. أنشئت عام 2010 وقيدت بوزارة التضامن الاجتماعي برقم إشهار 3728 وتعمل على مستوى جمهورية مصر العربية. أسسها حقوقيون ومترجمو إشارة وصم. تبلغ نسبة الصم في مجلس الأمناء نسبة تزيد عن 51%.

## المسيرة الحقوقية والقانونية
حصلت المؤسسة على حكم قضائي من محكمة القضاء الإداري في الدعوى رقم 28651 لسنة 66 قضائية، وعلى أثره أصدرت مصلحة الشهر العقاري بوزارة العدل الكتاب الدوري رقم 84 لسنة 2013 بحق الأصم بأن يعبر عن إرادته بلغة الإشارة (المصرية) حال عدم استطاعته التعبير بالكتابة أو الكلام وذلك بوجود مترجم معتمد من إحدى الجمعيات أو المؤسسات العاملة في مجال الصم. كان المرشح السابق للانتخابات الرئاسية لعام 2012 عبد المنعم أبو الفتوح قد صرح بمؤازرته المؤسسة في تلك الدعوى.
سجلت المؤسسة بعض الانتهاكات التي تمت تجاه الصم في انتخابات برلمان 2012، وتطالب بحق الصم في التعليم كنظرائهم من المتحدثين، والاعتراف بلغة الإشارة المصرية كإحدى لغات الدولة الرسمية. وتقدمت المؤسسة بشكوى رسمية موجهة لرئيس مجلس النواب 2016 الدكتور علي عبد العال، مفادها أن قرابة الثلاثة ملايين أصم مصري فقدوا حقهم في متابعة الجلسات التشريعية ومطالبة بترجمتها إلى لغة الإشارة.
كما أشار محمد عبد الله، نائب رئيس مجلس إدارة المؤسسة، في مقابلة تلفزيونية في أكتوبر 2017، أن المادة 81 من دستور مصر لم تُفعّل، مما يحرمهم الكثير من حقوقهم. وأضاف أن نشرة إخبارية واحدة فقط تبث بلغة الإشارة على التلفزيون المصري، وأن جامعة واحدة فقط تقبل ضعاف السمع.
قامت المؤسسة في 2014 بعقد دورات بالتعاون مع وزارة القوى العاملة لتدريب موظفي ديوان عام الوزارة ومديريات القوى العاملة بالمحافظات مبادئ لغة الإشارة المصرية.

## الثقافة والفن
أقامت المؤسسة العديد من الندوات وورش ومعارض الفنون التشكيلية والمسرح والمهارات الحرفية لتخدم الصم وقضاياهم.
بالنسبة للمسرح، ففي أبريل/نيسان 2014، وعلى هامش فعاليات أسبوع الأصم العربي، وبرعاية وزارة الثقافة وبالتعاون مع اتحاد آفاق مسرحية، أقامت المؤسسة احتفالية عرضت خلالها مسرحية أنا مش سامعك من إخراج شريف فتحي، وهي مسرحية يؤديها الصم والبكم كأول تجربة من نوعها في مصر. المسرحية تعرض مشاكل الصم وتحدياتهم اليومية في حياتهم وسط مجتمع من المتحدثين الذين لا يفهمون لغتهم.
وفي ذات الشهر، قدمت فرقة عيون تسمع وأصابع تتكلم بإنتاج قصر ثقافة الجيزة وبالتعاون مع المؤسسة، أوبريت بعنوان «المرايا» على مسرح البالون من إخراج شريف فتحي. يتحدث العرض عن مشاكل مصر الداخلية ومحاولة مواجهتها.
وفي أبريل 2018، رعت المؤسسة معرض «عندما تتحدث الألوان» الذي عُقد في دار الأوبرا المصرية لعرض أعمال فنانين صم تنوعت مساهماتهم من لوحات على ورق الفحم وأخرَ بالفسيفساء.